# مكتبة البرازيل الوطنية
مكتبة البرازيل الوطنية (بالبرتغالية: Biblioteca Nacional do Brasil) هي مستودع التراث الببليوغرافي والوثائقي للبرازيل. تقع في ريو دي جانيرو عاصمة البرازيل من 1822 إلى 1960، وبشكل أكثر تحديدًا في ساحة سينيلانديا.
تعد المكتبة أكبر مكتبة في أمريكا اللاتينية وسابع أكبر مكتبة في العالم، وتضم مجموعاتها حوالي 9 ملايين عنصر. نظمت أولى دورات علوم المكتبات في أمريكا اللاتينية، وقد قاد موظفوها تحديث خدمات المكتبات، بما في ذلك تطوير قواعد البيانات على الإنترنت.

## الإيداع القانوني
في عام 1907 صدر المرسوم الرئاسي رقم 1825. أنشأ واجب جميع الناشرين بإرسال نسخة واحدة من كل منشور إلى المكتبة الوطنية آنذاك. في عام 2004 تم إلغاء هذا المرسوم بموجب قانون الكونغرس رقم 10994، ولا تزال سارية المفعول، وتتمسك بنفس التفويض مع تحديث أحكامه.
المادة الأولى من القانون رقم 10994 يحدد أن هدف الإيداع القانوني هو «ضمان تسجيل وحراسة الإنتاج الفكري الوطني، والسماح بمراقبة وتطوير ونشر الببليوغرافيا البرازيلية الحالية، والدفاع عن اللغة والثقافة الوطنية والحفاظ عليها».

## مجموعات كبيرة
من بين المجموعات المهمة لمكتبة البرازيل الوطنية مجموعة صور تيريزا كريستينا ماريا، والتي تضم 21.742 صورة فوتوغرافية تعود إلى القرن التاسع عشر. ترك الإمبراطور بيدرو الثاني هذه الصور للمكتبة عام 1891. أُدرجت هذه المجموعة في سجل برنامج ذاكرة العالم لليونسكو في عام 2003 تقديراً لأهميتها العالمية وقيمتها العالمية البارزة. وهي تحتوي على صور تتعلق بتاريخ البرازيل وأشخاص من القرن التاسع عشر، بما في ذلك صور موريتز لامبرج. هناك أيضًا صور فوتوغرافية من إفريقيا وأمريكا الشمالية وأوروبا.